# Трећа лига Црне Горе у фудбалу 2023/24 — Југ
Трећа лига Црне Горе у фудбалу 2023/24 — Југ било је 18 такмичење у оквиру Треће лиге организовано од стране фудбалског савеза Црне Горе од оснивања 2006. и пето такмичење организовано након реорганизације Јужне регије у Удружење клубова Југ. То је једна од три регије трећег степена такмичења у Црној Гори у сезони 2023/24. поред регија Центар и Сјевер.
Првак регије Југ за сезону 2022/23. — Ловћен, као побједник баража против побједника регије Сјевер — Ибра и побједника регије Центар — Интернационала, пласирао се у Другу лигу Црне Горе за сезону 2023/24.
Пред почетак сезоне основан је Балкан, док је Партизан престао са такмичењем. У лиги је учествовало седам клубова, играло се трокружним бод системом, свако са сваким кући и на страни по једном, док су се домаћини за трећи круг одређивали на основу позиција на табели примјеном обрнутог Бергеровог система за седам клубова, а због непарног броја у сваком колу је био слободан по један клуб. Првак регије је на крају сезоне играо у баражу са првацима друге двије регије, гдје је свако са сваким играо по једну утакмицу, домаћини су одлучени жријебом, а двије најбоље екипе обезбиједиле су пласман у Другу лигу.
Титулу је освојила Будва, 17 бодова испред Академије, остваривши све побједе у сезони. У баражу су све три утакмице завршене неријешено, сваки клуб је остварио по побједу на пенале и Будва се првобитно пласирала у Другу лигу заједно са Зетом, због више датих голова од Ибра. Пред почетак утакмице последњег кола баража, између Будве и Зете, једино је реми са најмање четири постигнута гола на утакмици и побједа Будве на пенале омогућавао да се и Будва и Зета пласирају у Другу лигу. Зета је водила 3 : 0, Будва је изједначила на 3 : 3, а касније побиједила на пенале, након чега се Ибар жалио да је утакмица намјештена. У јуну је Фудбалски савез Црне Горе вратио Будву и Зету у Трећу лигу.

## Клубови у сезони 2023/24.
| Клуб            | Мјесто      | Стадион                | Капацитет | Позиција у сезони 2022/23. |
| --------------- | ----------- | ---------------------- | --------- | -------------------------- |
| Академија       | Улцињ       | Стадион Академија      | 500       | 3                          |
| Балкан          | Бар         | Стадион СРЦ Тополица   | 2.000     |                            |
| Будва           | Будва       | Стадион Лугови         | 4.000     | 2                          |
| Орјен           | Херцег Нови | Стадион Опачица        | 600       | 5                          |
| Слога Радовићи  | Тиват       | Стадион Кртоли         | 500       | 7                          |
| Слога Стари Бар | Бар         | Стадион СРЦ Тополица   | 2.000     | 6                          |
| Цетиње          | Цетиње      | Стадион Обилића Пољана | 5.192     | 8                          |

## Резултати

### Први и други круг
Домаћини су наведени у лијевој колони
|    | Екипа           | 1     | 2     | 3     | 4     | 5     | 6     | 7      |
| -- | --------------- | ----- | ----- | ----- | ----- | ----- | ----- | ------ |
| 1. | Академија       | XXX   | 2 : 2 | 2 : 3 | 1 : 0 | 6 : 0 | 1 : 0 | 2 : 0  |
| 2. | Балкан          | 0 : 5 | XXX   | 1 : 6 | 1 : 4 | 1 : 1 | 0 : 5 | 6 : 2  |
| 3. | Будва           | 2 : 1 | 8 : 0 | XXX   | 4 : 0 | 9 : 0 | 4 : 1 | 3 : 1  |
| 4. | Орјен           | 3 : 2 | 3 : 0 | 1 : 3 | XXX   | 3 : 0 | 2 : 1 | 2 : 0  |
| 5. | Слога Радовићи  | 0 : 4 | 3 : 0 | 0 : 3 | 1 : 1 | XXX   | 0 : 5 | 3 : 6  |
| 6. | Слога Стари Бар | 1 : 0 | 7 : 0 | 2 : 4 | 7 : 0 | 5 : 0 | XXX   | 10 : 0 |
| 7. | Цетиње          | 0 : 4 | 8 : 2 | 0 : 5 | 1 : 1 | 3 : 2 | 0 : 2 | XXX    |

### Трећи круг
Домаћини су наведени у лијевој колони.
|    | Екипа           | 1     | 2      | 3      | 4     | 5     | 6     | 7     |
| -- | --------------- | ----- | ------ | ------ | ----- | ----- | ----- | ----- |
| 1. | Академија       | XXX   |        | 2 : 4  | 2 : 0 | 5 : 0 |       |       |
| 2. | Балкан          | 3 : 7 | XXX    | 1 : 11 |       |       |       | 0 : 3 |
| 3. | Будва           |       |        | XXX    | 7 : 1 | 6 : 0 | 3 : 0 |       |
| 4. | Орјен           |       | 4 : 2  |        | XXX   |       | 0 : 2 | 3 : 0 |
| 5. | Слога Радовићи  |       | 5 : 3  |        | 7 : 2 | XXX   | 1 : 5 |       |
| 6. | Слога Стари Бар | 1 : 2 | 13 : 2 |        |       |       | XXX   | 3 : 0 |
| 7. | Цетиње          | 0 : 5 |        | 0 : 4  |       | 0 : 1 |       | XXX   |

## Резултати по колима
| 1. коло, 30. 9—1. 10. 2023. |       |
| Слога Радовићи - Цетиње     | 3 : 6 |
| Орјен - Слога Стари Бар     | 2 : 1 |
| Будва - Академија           | 2 : 1 |
| Балкан је био слободан.     |       |

| 2. коло, 7—8. 10. 2023.          |       |
| Балкан - Будва                   | 1 : 6 |
| Академија - Орјен                | 1 : 0 |
| Слога Стари Бар - Слога Радовићи | 5 : 0 |
| Цетиње је било слобоно.          |       |

| 3. коло, 15. 10. 2023.     |       |
| Слога Радовићи - Академија | 0 : 4 |
| Цетиње - Слога Стари Бар   | 0 : 2 |
| Орјен - Балкан             | 3 : 0 |
| Будва је била слободна.    |       |

| 4. коло, 21—22. 10. 2023.         |       |
| Будва - Орјен                     | 4 : 0 |
| Академија - Цетиње                | 2 : 0 |
| Балкан - Слога Радовићи           | 1 : 1 |
| Слога Стари Бар је била слободна. |       |

| 5. коло, 27—29. 10. 2023.   |       |
| Слога Стари Бар - Академија | 1 : 0 |
| Цетиње - Балкан             | 8 : 2 |
| Слога Радовићи - Будва      | 0 : 3 |
| Орјен је био слободан.      |       |

| 6. коло, 4—7. 10. 2023.     |       |
| Балкан - Слога Стари Бар    | 0 : 5 |
| Будва - Цетиње              | 3 : 1 |
| Орјен - Слога Радовићи      | 3 : 0 |
| Академија је била слободна. |       |

| 7. коло, 11—12. 11. 2023.        |       |
| Цетиње - Орјен                   | 1 : 1 |
| Слога Стари Бар - Будва          | 2 : 4 |
| Академија - Балкан               | 2 : 2 |
| Слога Радовићи је била слободан. |       |

| 8. коло, 18—19. 11. 2023. |       |
| Цетиње - Слога Радовићи   | 3 : 2 |
| Академија - Будва         | 2 : 3 |
| Слога Стари Бар - Орјен   | 7 : 0 |
| Балкан је био слободан.   |       |

| 9. коло, 26. 11. 2023.           |       |
| Орјен - Академија                | 3 : 2 |
| Будва - Балкан                   | 8 : 0 |
| Слога Стари Бар - Слога Радовићи | 5 : 0 |
| Цетиње је било слободно.         |       |

| 10. коло, 2—3. 12. 2023.   |        |
| Балкан - Орјен             | 1 : 4  |
| Слога Стари Бар - Цетиње   | 10 : 0 |
| Академија - Слога Радовићи | 6 : 0  |
| Будва је била слободна.    |        |

| 11. коло, 2—3. 3. 2024.           |       |
| Орјен - Будва                     | 1 : 3 |
| Цетиње - Академија                | 0 : 4 |
| Слога Радовићи - Балкан           | 3 : 0 |
| Слога Стари Бар је била слободна. |       |

| 12. коло, 9—11. 3. 2024.    |       |
| Будва - Слога Радовићи      | 9 : 0 |
| Академија - Слога Стари Бар | 1 : 0 |
| Балкан - Цетиње             | 6 : 2 |
| Орјен је био слободан.      |       |

| 13. коло, 17—18. 3. 2024.   |       |
| Цетиње - Будва              | 0 : 5 |
| Слога Радовићи - Орјен      | 1 : 1 |
| Слога Стари Бар - Балкан    | 7 : 0 |
| Академија је била слободна. |       |

| 14. коло, 23—24. 3. 2024.        |       |
| Будва - Слога Стари Бар          | 4 : 1 |
| Балкан - Академија               | 0 : 5 |
| Орјен - Цетиње                   | 2 : 0 |
| Слога Радовићи је била слободна. |       |

| 15. коло, 30. 3.—1. 4. 2024.     |        |
| Цетиње - Академија               | 0 : 5  |
| Слога Радовићи - Слога Стари Бар | 1 : 5  |
| Балкан - Будва                   | 1 : 11 |
| Орјен је био слободан.           |        |

| 16. коло, 6—9. 4. 2024.  |       |
| Будва - Слога Радовићи   | 6 : 0 |
| Слога Стари Бар - Цетиње | 3 : 0 |
| Академија - Орјен        | 2 : 0 |
| Балкан је био слободан.  |       |

| 17. коло, 13—14. 4. 2024.   |       |
| Цетиње - Будва              | 0 : 4 |
| Слога Радовићи - Балкан     | 5 : 3 |
| Орјен - Слога Стари Бар     | 0 : 2 |
| Академија је била слободна. |       |

| 18. коло, 20—21. 4. 2024.        |       |
| Будва - Орјен                    | 7 : 1 |
| Балкан - Цетиње                  | 0 : 3 |
| Слога Стари Бар — Академија      | 1 : 2 |
| Слога Радовићи је била слободна. |       |

| 19. коло, 27—28. 4. 2024.         |       |
| Цетиње - Слога Радовићи           | 0 : 1 |
| Академија - Будва                 | 2 : 4 |
| Орјен - Балкан                    | 4 : 2 |
| Слога Стари Бар је била слободна. |       |

| 20. коло, 4—8. 5. 2024.  |                      |
| Балкан - Академија       | 3 : 7                |
| Будва - Слога Стари Бар  | 3 : 0                |
| Слога Радовићи - Орјен   | 7 : 2 (10. 5. 2024.) |
| Цетиње је било слободно. |                      |

| 21. коло, 11—13. 5. 2024.  |                      |
| Орјен - Цетиње             | 3 : 0                |
| Слога Стари Бар - Балкан   | 13 : 2               |
| Академија - Слога Радовићи | 5 : 0 (19. 5. 2024.) |
| Будва је била слободна.    |                      |

Легенда:
 Дерби мечеви
- - Службени резултат.

## Детаљни извјештај

### 1. коло
| Слога Радовићи                                                   | 3 : 6 | Цетиње |
| ---------------------------------------------------------------- | ----- | --- |
| Рејхан Челебић 14’ · Јован Драгичевић 59’ · Јован Драгичевић 71’ |       | Дени Пиранић 5’ · Дени Пиранић 8’ · Дени Пиранић 20’ · Дражен Ајковић 31’ · Дени Пиранић 80’ · Дени Пиранић 82’ |

| Орјен                                       | 2 : 1 | Слога Стари Бар    |
| ------------------------------------------- | ----- | ------------------ |
| Драган Ковачевић 14’ · Никола Горановић 56’ |       | Вахид Алибашић 68’ |

| Будва                                  | 2 : 1 | Академија      |
| -------------------------------------- | ----- | -------------- |
| Стефан Божовић 58’ · Андреј Вранеш 79’ |       | Низар Гога 75’ |

### 2. коло
| Балкан              | 1 : 6 | Будва |
| ------------------- | ----- | --- |
| Мирза Бехаровић 65’ |       | Андреј Вранеш 10’ · Стефан Божовић 20’ · Стефан Морачанин 25’ · Кијотака Хосоно 75’ · Кијотака Хосоно 80’ · Иван Рацковић 87’ |

| Академија        | 1 : 0 | Орјен |
| ---------------- | ----- | ----- |
| Ћамил Чаушић 41’ |       |       |

| Слога Стари Бар                                                                                              | 5 : 0 | Слога Радовићи |
| --- | ----- | -------------- |
| Енес Хабибовић 10’ · Војислав Јовановић 15’ · Малић Муцевић 72’ · Борис Мердовић 73’ · Богдан Богдановић 85’ |       |                |

### 3. коло
| Слога Радовићи | 0 : 4 | Академија                                                                         |
| -------------- | ----- | --------------------------------------------------------------------------------- |
|                |       | Гентијан Ђечбитрић 8’ · Ћамил Чаушић 20’ · Ибрахим Воглић 74’ · Емир Мустафић 90’ |

| Цетиње | 0 : 2 | Слога Стари Бар                       |
| ------ | ----- | ------------------------------------- |
|        |       | Рајко Никезић 15’ · Дамјан Фуштић 86’ |

| Орјен                                                                 | 3 : 0 | Балкан |
| --------------------------------------------------------------------- | ----- | ------ |
| Ранко Лепетић 30’ · Александар Павлићевић 52’ · Немања Јоксимовић 88’ |       |        |

### 4. коло
| Будва                                                                             | 4 : 0 | Орјен |
| --------------------------------------------------------------------------------- | ----- | ----- |
| Мило Ћетковић 12’ · Андреј Вранеш 40’ · Стефан Морачанин 83’ · Стефан Божовић 86’ |       |       |

| Академија                                  | 2 : 0 | Цетиње |
| ------------------------------------------ | ----- | ------ |
| Ћамил Чаушић 31’ · Филип Бановић 33’ (аг.) |       |        |

| Балкан          | 1 : 1 | Слога Радовићи     |
| --------------- | ----- | ------------------ |
| Огњен Томић 23’ |       | Богдан Жујовић 27’ |

### 5. коло
| Слога Стари Бар  | 1 : 0 | Академија |
| ---------------- | ----- | --------- |
| Никола Љујић 29’ |       |           |

| Цетиње | 8 : 2 | Балкан                                        |
| --- | ----- | --------------------------------------------- |
| Дени Пиранић 5’ · Кристијан Лаловић 12’ · Славко Шушић 22’ · Славко Шушић 28’ · Кристијан Лаловић 39’ · Кристијан Лаловић 61’ · Дени Пиранић 73’ · Дени Пиранић 82’ |       | Марио Барабаш 9’ · Ервин Абдијевић 60’ (пен.) |

| Слога Радовићи | 0 : 3 | Будва                                                          |
| -------------- | ----- | -------------------------------------------------------------- |
|                |       | Кијотака Хосоно 17’ · Стефан Божовић 43’ · Раде Баук 47’ (аг.) |

### 6. коло
| Балкан | 0 : 5 | Слога Стари Бар                                                                                         |
| ------ | ----- | --- |
|        |       | Борис Мердовић 27’ · Никола Љујић 31’ · Малић Муцевић 52’ · Енес Хабибовић 66’ · Војислав Јовановић 87’ |

| Будва                                                    | 3 : 1 | Цетиње           |
| -------------------------------------------------------- | ----- | ---------------- |
| Марко Ћосић 5’ · Кијотака Хосоно 11’ · Андреј Вранеш 75’ |       | Дени Пиранић 56’ |

| Орјен | 3 : 0 | Слога Радовићи |
| ----- | ----- | -------------- |
|       |       |                |

### 7. коло
| Цетиње                    | 1 : 1 | Орјен                     |
| ------------------------- | ----- | ------------------------- |
| Дражен Ајковић 80’ (пен.) |       | Урош Живановић 21’ (пен.) |

| Слога Стари Бар                                      | 2 : 4 | Будва                                                                                |
| ---------------------------------------------------- | ----- | ------------------------------------------------------------------------------------ |
| Јован Калуђеровић 69’ (аг.) · Војислав Јовановић 76’ |       | Андреј Вранеш 15’ · Марко Ћосић 33’ (пен.) · Војин Драговић 36’ · Стефан Божовић 45’ |

| Академија                                  | 2 : 2 | Балкан                                    |
| ------------------------------------------ | ----- | ----------------------------------------- |
| Един Фицик 19’ (пен.) · Ибрахим Воглић 75’ |       | Александар Труш 55’ · Дражен Дарчевић 73’ |

### 8. коло
| Цетиње                                                        | 3 : 2 | Слога Радовићи                            |
| ------------------------------------------------------------- | ----- | ----------------------------------------- |
| Кристијан Лаловић 16’ · Никола Коњевић 42’ · Дени Пиранић 54’ |       | Јован Драгичевић 18’ · Стефан Милинић 35’ |

| Академија                             | 2 : 3 | Будва                                                         |
| ------------------------------------- | ----- | ------------------------------------------------------------- |
| Ибрахим Воглић 56’ · Ћамил Чаушић 66’ |       | Стефан Морачанин 61’ · Стефан Божовић 69’ · Иван Рацковић 85’ |

| Слога Стари Бар | 7 : 0 | Орјен |
| --- | ----- | ----- |
| Богдан Богдановић 29’ · Никола Љујић 49’ · Енес Хабибовић 57’ · Богдан Богдановић 58’ · Габријел Рудовић 62’ · Енес Хабибовић 66’ · Габријел Рудовић 88’ |       |       |

### 9. коло
| Орјен                                                    | 3 : 2 | Академија                               |
| -------------------------------------------------------- | ----- | --------------------------------------- |
| Лука Станишић 4’ · Лука Станишић 10’ · Лука Станишић 23’ |       | Ибрахим Воглић 29’ · Ибрахим Воглић 34’ |

| Будва | 8 : 0 | Балкан |
| --- | ----- | ------ |
| Стефан Божовић 19’ · Марко Ћосић 30’ (пен.) · Стефан Божовић 36’ · Александар Богдановић 56’ · Марко Ћосић 77’ · Балша Вукчевић 80’ · Александар Богдановић 82’ · Александар Богдановић 85’ |       |        |

| Слога Радовићи | 0 : 5 | Слога Стари Бар                                                                                  |
| -------------- | ----- | ------------------------------------------------------------------------------------------------ |
|                |       | Енес Хабибовић 15’ · Никола Љујић 57’ · Никола Љујић 65’ · Енес Хабибовић 74’ · Никола Љујић 77’ |

### 10. коло
| Балкан                | 1 : 4 | Орјен                                                                                 |
| --------------------- | ----- | ------------------------------------------------------------------------------------- |
| Новица Мартиновић 32’ |       | Милош Горановић 43’ · Милош Горановић 74’ · Милош Горановић 77’ · Немања Бошковић 89’ |

| Слога Стари Бар | 10 : 0 | Цетиње |
| --- | ------ | ------ |
| Алмин Балић 3’ · Рајко Никезић 7’ · Никола Љујић 11’ · Енес Хабибовић 12’ · Енес Хабибовић 47’ · Богдан Богдановић 49’ · Енес Хабибовић 51’ · Габријел Рудовић 59’ · Филип Бановић 74’ (аг.) · Богдан Богдановић 78’ |        |        |

| Академија | 6 : 0 | Слога Радовићи |
| --- | ----- | -------------- |
| Ибрахим Воглић 31’ · Мерис Пелинковић 36’ · Сеад Ђенчић 38’ (пен.) · Един Фицик 39’ · Сеад Ђенчић 41’ · Сеад Ђенчић 60’ |       |                |

### 11. коло
| Орјен               | 1 : 3 | Будва                                                         |
| ------------------- | ----- | ------------------------------------------------------------- |
| Милош Горановић 85’ |       | Марко Стијеповић 15’ · Стефан Божовић 44’ · Андреј Вранеш 80’ |

| Цетиње | 0 : 4 | Академија                                                                           |
| ------ | ----- | ----------------------------------------------------------------------------------- |
|        |       | Гентијан Рудовић 62’ · Габријел Рудовић 73’ · Един Фицик 77’ · Гентијан Рудовић 89’ |

| Слога Радовићи                                                 | 3 : 0 | Балкан |
| -------------------------------------------------------------- | ----- | ------ |
| Горан Ђапић 50’ · Јован Драгичевић 61’ · Небојша Басарабић 85’ |       |        |

### 12. коло
| Будва | 9 : 0 | Слога Радовићи |
| --- | ----- | -------------- |
| Никола Лијешевић 14’ · Лука Медиговић 16’ · Дени Пиранић 23’ · Душан Шушкавчевић 69’ · Андреј Вранеш 70’ · Марко Ћосић 71’ · Данило Драгићевић 72’ · Борис Жујовић 75’ · Александар Богдановић 76’ |       |                |

| Академија      | 1 : 0 | Слога Стари Бар |
| -------------- | ----- | --------------- |
| Андин Хоџа 64’ |       |                 |

| Балкан | 6 : 2 | Цетиње                                       |
| --- | ----- | -------------------------------------------- |
| Богдан Бушковић 19’ · Амар Османовић 23’ · Белмин Меховић 28’ · Белмин Меховић 30’ · Богдан Бушковић 45’ · Богдан Бушковић 86’ |       | Славко Шушић 63’ · Марко Марковић 71’ (пен.) |

### 13. коло
| Цетиње | 0 : 5 | Будва                                                                                            |
| ------ | ----- | ------------------------------------------------------------------------------------------------ |
|        |       | Марко Ћосић 20’ · Стефан Божовић 47’ · Андреј Вранеш 67’ · Борис Жујовић 69’ · Мило Ћетковић 80’ |

| Слога Радовићи    | 1 : 1 | Орјен            |
| ----------------- | ----- | ---------------- |
| Павле Богавац 44’ |       | Никола Гугић 57’ |

| Слога Стари Бар | 7 : 0 | Балкан |
| --- | ----- | ------ |
| Енес Хабибовић 32’ · Вељко Михаљевић 45’ · Никола Љујић 46’ · Војислав Јовановић 57’ · Богдан Богдановић 71’ · Војислав Јовановић 84’ · Малић Муцевић 87’ |       |        |

### 14. коло
| Будва                                                                   | 4 : 1 | Слога Стари Бар       |
| ----------------------------------------------------------------------- | ----- | --------------------- |
| Марко Ћосић 2’ · Дени Пиранић 20’ · Марко Ћосић 83’ · Борис Жујовић 89’ |       | Богдан Богдановић 63’ |

| Орјен                                | 2 : 0 | Цетиње |
| ------------------------------------ | ----- | ------ |
| Милош Горановић 63’ · Ђорђе Леро 84’ |       |        |

| Балкан | 0 : 5 | Академија                                                                                             |
| ------ | ----- | --- |
|        |       | Габријел Рудовић 3’ · Ибрахим Воглић 18’ · Ибрахим Воглић 30’ · Габријел Рудовић 43’ · Един Фицик 82’ |

### 15. коло
| Цетиње | 0 : 5 | Академија                                                                                          |
| ------ | ----- | -------------------------------------------------------------------------------------------------- |
|        |       | Ибрахим Воглић 22’ · Ибрахим Воглић 47’ · Сеад Ђенчић 77’ · Мерис Пелинковић 81’ · Сеад Ђенчић 88’ |

| Слога Радовићи       | 1 : 5 | Слога Стари Бар                                                                                              |
| -------------------- | ----- | --- |
| Јован Драгичевић 62’ |       | Енес Хабибовић 13’ · Вељко Михаљевић 31’ · Вељко Михаљевић 36’ · Вељко Михаљевић 48’ · Богдан Богдановић 52’ |

| Балкан                      | 1 : 11 | Будва |
| --------------------------- | ------ | --- |
| Ернест Дураковић 76’ (пен.) |        | Лука Медиговић 3’ · Лука Медиговић 7’ · Александар Богдановић 17’ · Стефан Божовић 35’ · Стефан Божовић 58’ · Никола Лијешевић 64’ · Стефан Божовић 72’ · Никола Лијешевић 73’ · Никола Лијешевић 79’ · Никола Балевић 81’ · Урош Вујичић 86’ |

### 16. коло
| Будва | 6 : 0 | Слога Радовићи |
| --- | ----- | -------------- |
| Борис Жујовић 5’ (пен.) · Данило Драгићевић 21’ · Стефан Божовић 40’ · Кијотака Хосоно 54’ · Стефан Перовић 60’ · Стефан Перовић 66’ |       |                |

| Слога Стари Бар | 3 : 0 | Цетиње |
| --------------- | ----- | ------ |
|                 |       |        |

| Академија                                 | 2 : 0 | Орјен |
| ----------------------------------------- | ----- | ----- |
| Габријел Рудовић 15’ · Ибрахим Воглић 35’ |       |       |

### 17. коло
| Цетиње | 0 : 4 | Будва                                                                              |
| ------ | ----- | ---------------------------------------------------------------------------------- |
|        |       | Стефан Божовић 5’ · Марко Ћосић 39’ (пен.) · Дени Пиранић 56’ · Стефан Божовић 81’ |

| Слога Радовићи                                                                                        | 5 : 3 | Балкан                                                          |
| --- | ----- | --------------------------------------------------------------- |
| Павле Богавац 3’ · Горан Ђапић 18’ · Богдан Жујовић 39’ · Ђорђе Вукајловић 54’ · Јован Драгичевић 77’ |       | Харис Хајдаровић 11’ · Белмин Меховић 42’ · Ервин Абдијевић 88’ |

| Орјен | 0 : 2 | Слога Стари Бар                         |
| ----- | ----- | --------------------------------------- |
|       |       | Богдан Богдановић 5’ · Младен Ђукић 32’ |

### 18. коло
| Будва | 7 : 1 | Орјен            |
| --- | ----- | ---------------- |
| Андреј Вранеш 5’ · Стефан Божовић 7’ · Лука Медиговић 11’ · Дени Пиранић 56’ · Марко Ћосић 60’ · Никола Лијешевић 62’ · Дени Пиранић 73’ |       | Никола Гугић 74’ |

| Балкан | 0 : 3 | Цетиње |
| ------ | ----- | ------ |
|        |       |        |

| Слога Стари Бар     | 1 : 2 | Академија                               |
| ------------------- | ----- | --------------------------------------- |
| Аднан Ивачковић 32’ |       | Ибрахим Воглић 53’ · Ибрахим Воглић 86’ |

### 19. коло
| Цетиње | 0 : 1 | Слога Радовићи  |
| ------ | ----- | --------------- |
|        |       | Раде Баук 90+2’ |

| Академија                             | 2 : 4 | Будва                                                                        |
| ------------------------------------- | ----- | ---------------------------------------------------------------------------- |
| Един Фицик 71’ · Мерис Пелинковић 88’ |       | Никола Лијешевић 5’ · Дени Пиранић 30’ · Дени Пиранић 34’ · Дени Пиранић 75’ |

| Орјен                                                                                  | 4 : 2 | Балкан                              |
| -------------------------------------------------------------------------------------- | ----- | ----------------------------------- |
| Ђорђе Леро 6’ · Рајко Ђиловић 34’ · Душан Вуксановић 53’ (пен.) · Драган Ковачевић 82’ |       | Фарик Јоха 60’ · Белмин Меховић 80’ |

### 20. коло
| Балкан                                                         | 3 : 7 | Академија |
| -------------------------------------------------------------- | ----- | --- |
| Богдан Бушковић 20’ · Богдан Бушковић 43’ · Белмин Меховић 80’ |       | Ћамил Чаушић 17’ · Габријел Рудовић 30’ · Габријел Рудовић 35’ · Един Фицик 61’ · Мерис Пелинковић 66’ · Ибрахим Воглић 70’ · Един Фицик 88’ |

| Будва | 3 : 0 | Слога Стари Бар |
| ----- | ----- | --------------- |
|       |       |                 |

| Слога Радовићи | 7 : 2 | Орјен                             |
| --- | ----- | --------------------------------- |
| Бајрам Краснићи 6’ · Никола Ђапић 16’ · Јован Драгичевић 23’ · Павле Богавац 55’ · Павле Богавац 67’ · Никола Ђапић 70’ (пен.) · Лука Ђукић 81’ |       | Елид Куњић 2’ · Рајко Ђиловић 10’ |

### 21. коло
| Орјен | 3 : 0 | Цетиње |
| ----- | ----- | ------ |
|       |       |        |

| Слога Стари Бар | 13 : 2 | Балкан                                  |
| --- | ------ | --------------------------------------- |
| Енес Хабибовић 11’ · Енес Хабибовић 30’ · Малић Муцевић 33’ · Енес Хабибовић 38’ · Вељко Михаљевић 42’ · Малић Муцевић 45’ · Богдан Богдановић 55’ · Богдан Богдановић 60’ · Богдан Богдановић 66’ · Енес Хабибовић 75’ · Богдан Богдановић 79’ · Вељко Михаљевић 82’ · Алмин Балић 87’ |        | Богдан Бушковић 62’ · Марио Барабаш 63’ |

| Академија                                                                                         | 5 : 0 | Слога Радовићи |
| ------------------------------------------------------------------------------------------------- | ----- | -------------- |
| Ибрахим Воглић 1’ · Ибрахим Воглић 7’ · Сеад Ђенчић 20’ (пен.) · Сеад Ђенчић 25’ · Един Фицик 27’ |       |                |

## Табела и статистика
| Позиција | Екипа           | Играно | Побједа | Неријешено | Изгубио | Дао гол. | При. гол. | Гол-разлика | Бодови | Напомене            |
| -------- | --------------- | ------ | ------- | ---------- | ------- | -------- | --------- | ----------- | ------ | ------------------- |
| 1.       | Будва           | 18     | 8       | 0          | 0       | 89       | 13        | +76         | 54     | Бараж за Другу лигу |
| 2.       | Академија       | 18     | 12      | 1          | 5       | 53       | 19        | +34         | 37     |                     |
| 3.       | Слога Стари Бар | 18     | 12      | 0          | 6       | 70       | 19        | +51         | 36     |                     |
| 4.       | Орјен           | 18     | 8       | 2          | 8       | 30       | 41        | +11         | 26     |                     |
| 5.       | Слога Радовићи  | 18     | 4       | 2          | 12      | 24       | 67        | -43         | 14     |                     |
| 6.       | Цетиње          | 18     | 4       | 1          | 13      | 24       | 58        | -34         | 13     |                     |
| 7.       | Балкан          | 18     | 1       | 2          | 15      | 24       | 97        | -73         | 3      | (-2)                |

- Будва иде у бараж за пласман у Другу лигу;
- Балкан - 2 бода

| Првак Треће лиге Црне Горе — Југ |
| -------------------------------- |
| Будва 1. Титула                  |

### Позиције на табели по колима
|    | Екипа           | 1 | 2 | 3 | 4 | 5 | 6 | 7 | 8 | 9 | 10 | 11 | 12 | 13 | 14 | 15 | 16 | 17 | 18 | 19 | 20 | 21 |
| -- | --------------- | - | - | - | - | - | - | - | - | - | -- | -- | -- | -- | -- | -- | -- | -- | -- | -- | -- | -- |
| 1. | Академија       | 4 | 3 | 2 | 2 | 3 | 3 | 3 | 3 | 4 | 4  | 4  | 3  | 3  | 3  | 3  | 3  | 3  | 3  | 3  | 2  | 2  |
| 2. | Балкан          | 7 | 6 | 6 | 6 | 6 | 6 | 6 | 6 | 6 | 6  | 7  | 6  | 6  | 6  | 6  | 6  | 7  | 7  | 7  | 7  | 7  |
| 3. | Будва           | 3 | 1 | 1 | 1 | 1 | 1 | 1 | 1 | 1 | 1  | 1  | 1  | 1  | 1  | 1  | 1  | 1  | 1  | 1  | 1  | 1  |
| 4. | Орјен           | 2 | 5 | 4 | 4 | 4 | 4 | 4 | 4 | 3 | 3  | 3  | 4  | 4  | 4  | 4  | 4  | 4  | 4  | 4  | 4  | 4  |
| 5. | Слога Радовићи  | 6 | 7 | 7 | 7 | 7 | 7 | 7 | 7 | 7 | 7  | 6  | 7  | 7  | 7  | 7  | 7  | 6  | 6  | 6  | 5  | 5  |
| 6. | Слога Стари Бар | 5 | 4 | 3 | 3 | 2 | 2 | 2 | 2 | 2 | 2  | 2  | 2  | 2  | 2  | 2  | 2  | 2  | 2  | 2  | 3  | 3  |
| 7. | Цетиње          | 1 | 2 | 5 | 5 | 5 | 5 | 5 | 5 | 5 | 5  | 5  | 5  | 5  | 5  | 5  | 5  | 5  | 5  | 5  | 6  | 6  |

### Домаћин — гост табела
| М  | Клуб            | Одиг. као домаћин | Поб. | Нер. | Пор. | ГД | ГП | ГР  | Бод. | Одиг. као гост | Поб. | Нер. | Пор. | ГД | ГП | ГР  | Бод. |
| -- | --------------- | ----------------- | ---- | ---- | ---- | -- | -- | --- | ---- | -------------- | ---- | ---- | ---- | -- | -- | --- | ---- |
| 1. | Будва           | 9                 | 9    | 0    | 0    | 46 | 4  | +42 | 27   | 9              | 9    | 0    | 0    | 43 | 9  | +34 | 27   |
| 2. | Академија       | 9                 | 6    | 1    | 2    | 23 | 9  | +14 | 19   | 9              | 6    | 0    | 3    | 30 | 10 | +20 | 18   |
| 3. | Слога Стари Бар | 9                 | 7    | 0    | 2    | 49 | 8  | +41 | 21   | 9              | 5    | 0    | 4    | 21 | 11 | +10 | 15   |
| 4. | Орјен           | 9                 | 7    | 0    | 2    | 21 | 10 | +11 | 21   | 9              | 1    | 2    | 6    | 9  | 31 | -22 | 5    |
| 5. | Слога Радовићи  | 9                 | 3    | 1    | 5    | 20 | 29 | -9  | 10   | 9              | 1    | 1    | 7    | 4  | 38 | -34 | 4    |
| 6. | Цетиње          | 9                 | 2    | 1    | 6    | 12 | 26 | -14 | 7    | 9              | 2    | 0    | 7    | 12 | 32 | -20 | 6    |
| 7. | Балкан (-2)     | 9                 | 1    | 1    | 7    | 13 | 44 | -31 | 4    | 9              | 0    | 1    | 8    | 11 | 53 | -42 | 1    |

## Листа стријелаца
| Позиција | Држава    | Играч                 | Екипа                     | Број голова | Голови из пенала |
| -------- | --------- | --------------------- | ------------------------- | ----------- | ---------------- |
| 1.       | Црна Гора | Дени Пиранић          | Цетиње Будва              | 18          | 0                |
| 2.       | Црна Гора | Стефан Божовић        | Будва                     | 17          | 0                |
| 3.       | Црна Гора | Ибрахим Воглић        | Академија                 | 16          | 0                |
| 4.       | Црна Гора | Енес Хабибовић        | Слога Стари Бар           | 15          | 0                |
| 5.       | Црна Гора | Богдан Богдановић     | Слога Стари Бар           | 14          | 0                |
| 6.       | Црна Гора | Марко Ћосић           | Будва                     | 10          | 3                |
| 7        | Црна Гора | Габријел Рудовић      | Слога Стари Бар Академија | 9           | 0                |
| 7        | Црна Гора | Андреј Вранеш         | Будва                     | 9           | 0                |
| 9.       | Црна Гора | Никола Љујић          | Слога Стари Бар           | 8           | 0                |
| 9.       | Црна Гора | Един Фицик            | Академија                 | 8           | 1                |
| 11.      | Црна Гора | Јован Драгичевић      | Слога Радовићи            | 7           | 0                |
| 11.      | Црна Гора | Сеад Ђенчић           | Академија                 | 7           | 1                |
| 13.      | Црна Гора | Никола Лијешевић      | Будва                     | 6           | 0                |
| 13.      | Црна Гора | Богдан Бушковић       | Балкан                    | 6           | 0                |
| 13.      | Црна Гора | Вељко Михаљевић       | Слога Стари Бар           | 6           | 0                |
| 17.      | Црна Гора | Ћамил Чаушић          | Академија                 | 5           | 0                |
| 17.      | Црна Гора | Малић Муцевић         | Слога Стари Бар           | 5           | 0                |
| 17.      | Јапан     | Кијотака Хосоно       | Будва                     | 5           | 0                |
| 17.      | Црна Гора | Белмин Меховић        | Балкан                    | 5           | 0                |
| 17.      | Црна Гора | Војислав Јовановић    | Слога Стари Бар           | 5           | 0                |
| 17.      | Црна Гора | Александар Богдановић | Будва                     | 5           | 0                |
| 17.      | Црна Гора | Милош Горановић       | Орјен                     | 5           | 0                |
| 22.      | Црна Гора | Мерис Пелинковић      | Академија                 | 4           | 0                |
| 22.      | Црна Гора | Кристијан Лаловић     | Цетиње                    | 4           | 0                |
| 22.      | Црна Гора | Лука Медиговић        | Будва                     | 4           | 0                |
| 22.      | Црна Гора | Борис Жујовић         | Будва                     | 4           | 1                |
| 22.      | Црна Гора | Павле Богавац         | Слога Радовићи            | 4           | 0                |
| 27.      | Црна Гора | Стефан Морачанин      | Будва                     | 3           | 0                |
| 27.      | Црна Гора | Лука Станишић         | Орјен                     | 3           | 0                |
| 27.      | Црна Гора | Славко Шушић          | Цетиње                    | 3           | 0                |
| 31.      | Црна Гора | Дражен Ајковић        | Цетиње                    | 2           | 1                |
| 31.      | Црна Гора | Иван Рацковић         | Будва                     | 2           | 0                |
| 31.      | Црна Гора | Марио Барабаш         | Балкан                    | 2           | 0                |
| 31.      | Црна Гора | Борис Мердовић        | Слога Стари Бар           | 2           | 0                |
| 31.      | Црна Гора | Рајко Никезић         | Слога Стари Бар           | 2           | 0                |
| 31.      | Црна Гора | Ервин Абдијевић       | Балкан                    | 2           | 1                |
| 31.      | Црна Гора | Гентијан Рудовић      | Академија                 | 2           | 0                |
| 31.      | Црна Гора | Мило Ћетковић         | Будва                     | 2           | 0                |
| 31.      | Црна Гора | Данило Драгићевић     | Будва                     | 2           | 0                |
| 31.      | Црна Гора | Стефан Перовић        | Будва                     | 2           | 0                |
| 31.      | Црна Гора | Драган Ковачевић      | Орјен                     | 2           | 0                |
| 31.      | Црна Гора | Рајко Ђиловић         | Орјен                     | 2           | 0                |
| 31.      | Црна Гора | Никола Гугић          | Орјен                     | 2           | 0                |
| 31.      | Црна Гора | Ђорђе Леро            | Орјен                     | 2           | 0                |
| 31.      | Црна Гора | Горан Ђапић           | Слога Радовићи            | 2           | 0                |
| 31.      | Црна Гора | Никола Ђапић          | Слога Радовићи            | 2           | 1                |
| 31.      | Црна Гора | Богдан Жујовић        | Слога Радовићи            | 2           | 0                |
| 31.      | Црна Гора | Алмин Балић           | Слога Стари Бар           | 2           | 0                |
| 27.      | Црна Гора | Рејхан Челебић        | Слога Радовићи            | 1           | 0                |
| 27.      | Црна Гора | Ернест Дураковић      | Балкан                    | 1           | 1                |
| 27.      | Црна Гора | Харис Хајдаровић      | Балкан                    | 1           | 0                |
| 27.      | Црна Гора | Никола Горановић      | Орјен                     | 1           | 0                |
| 27.      | Црна Гора | Вахид Алибашић        | Слога Стари Бар           | 1           | 0                |
| 27.      | Црна Гора | Низар Гога            | Академија                 | 1           | 0                |
| 27.      | Црна Гора | Мирза Бехаровић       | Балкан                    | 1           | 0                |
| 27.      | Црна Гора | Гентијан Ђечбитрић    | Академија                 | 1           | 0                |
| 27.      | Црна Гора | Емир Мустафић         | Академија                 | 1           | 0                |
| 27.      | Црна Гора | Дамјан Фуштић         | Слога Стари Бар           | 1           | 0                |
| 27.      | Црна Гора | Ранко Лепетић         | Орјен                     | 1           | 0                |
| 27.      | Црна Гора | Александар Павлићевић | Орјен                     | 1           | 0                |
| 27.      | Црна Гора | Немања Јоксимовић     | Орјен                     | 1           | 0                |
| 27.      | Црна Гора | Огњен Томић           | Балкан                    | 1           | 0                |
| 27.      | Црна Гора | Урош Живановић        | Орјен                     | 1           | 1                |
| 27.      | Црна Гора | Војин Драговић        | Будва                     | 1           | 0                |
| 27.      | Црна Гора | Александар Труш       | Балкан                    | 1           | 0                |
| 27.      | Црна Гора | Дражен Дарчевић       | Балкан                    | 1           | 0                |
| 27.      | Црна Гора | Никола Коњевић        | Цетиње                    | 1           | 0                |
| 27.      | Црна Гора | Стефан Милинић        | Слога Радовићи            | 1           | 0                |
| 27.      | Црна Гора | Балша Вукчевић        | Будва                     | 1           | 0                |
| 27.      | Црна Гора | Новица Мартиновић     | Балкан                    | 1           | 0                |
| 27.      | Црна Гора | Немања Бошковић       | Орјен                     | 1           | 0                |
| 27.      | Црна Гора | Андин Хоџа            | Академија                 | 1           | 0                |
| 27.      | Црна Гора | Фарик Јоха            | Балкан                    | 1           | 0                |
| 27.      | Црна Гора | Амар Османовић        | Балкан                    | 1           | 0                |
| 27.      | Црна Гора | Никола Балевић        | Будва                     | 1           | 0                |
| 27.      | Црна Гора | Душан Шушкавчевић     | Будва                     | 1           | 0                |
| 27.      | Црна Гора | Марко Стијеповић      | Будва                     | 1           | 0                |
| 27.      | Црна Гора | Урош Вујичић          | Будва                     | 1           | 0                |
| 27.      | Црна Гора | Марко Марковић        | Цетиње                    | 1           | 1                |
| 27.      | Црна Гора | Елид Куњић            | Орјен                     | 1           | 0                |
| 27.      | Црна Гора | Душан Вуксановић      | Орјен                     | 1           | 1                |
| 27.      | Црна Гора | Небојша Басарабић     | Слога Радовићи            | 1           | 0                |
| 27.      | Црна Гора | Раде Баук             | Слога Радовићи            | 1           | 0                |
| 27.      | Црна Гора | Ђорђе Вукајловић      | Слога Радовићи            | 1           | 0                |
| 27.      | Црна Гора | Бајрам Краснићи       | Слога Радовићи            | 1           | 0                |
| 27.      | Црна Гора | Лука Ђукић            | Слога Радовићи            | 1           | 0                |
| 27.      | Црна Гора | Младен Ђукић          | Слога Стари Бар           | 1           | 0                |
| 27.      | Црна Гора | Аднан Ивачковић       | Слога Стари Бар           | 1           | 0                |